# Rick Carlisle
Richard "Rick" Preston Carlisle (Ogdensburg, 27 de Outubro de 1959), é um norte-americano ex-jogador e atual treinador de basquetebol que atualmente treina o Indiana Pacers da NBA.
Ele também é uma das onze pessoas a ganhar um título da NBA como jogador e como treinador.

## Carreira como jogador
Carlisle foi criado em Lisbon, Nova York. Ele frequentou a Lisbon Central High School e depois passou um ano na Worcester Academy. 
Ele jogou dois anos de basquete universitário na Universidade do Maine de 1979 a 1981, antes de se transferir para a Universidade da Virgínia. Carlisle foi o co-capitão da equipe de 1983-84 e ajudou a levá-los à Final Four, onde perderam por 49-47 na prorrogação para o Houston Cougars liderado por Hakeem Olajuwon. Ele teve médias de 12,5 pontos e 3,3 rebotes durante sua carreira universitária.

### NBA
Depois de se formar em 1984, Carlisle foi selecionado pelo Boston Celtics como a 70º escolha geral no draft da NBA de 1984. Sob o comando de K. C. Jones, ele ganhou o título da NBA em 1986 e perdeu nas finais em 1985 e 1987.
Em um papel de reserva de 1984 a 1987, Carlisle teve médias de 2,2 pontos, 1,0 assistência e 0,8 rebotes. Ele então jogou pelo Albany Patroons da Continental Basketball Association (CBA) sob o comando de Bill Musselman. Ele então assinou com o New York Knicks, onde jogou com o técnico Rick Pitino. Em 1989, Carlisle jogou em cinco jogos com o New Jersey Nets sob o comando de Bill Fitch.

## Carreira como treinador
Em 1989, ele aceitou um cargo de assistente técnico no New Jersey Nets, onde passou cinco temporadas sob o comando de Bill Fitch e Chuck Daly. Em 1994, Carlisle se juntou à equipe técnica do Portland Trail Blazers sob o comando do técnico P. J. Carlesimo, onde passou três temporadas.
Em 1997, Carlisle ingressou no Indiana Pacers como assistente técnico do ex-companheiro de equipe, Larry Bird. Durante seu tempo como assistente técnico dos Pacers, ele ajudou a equipe a ter as duas de suas melhores temporadas de todos os tempos. Primeiro, em 1997-98, os Pacers levaram o Chicago Bulls ao limite, perdendo por pouco o sétimo jogo das finais da Conferência Leste. Na temporada de 1999-2000, os Pacers chegaram às finais da NBA pela primeira vez, perdendo para o Los Angeles Lakers. Bird deixou o cargo de treinador e pressionou para que Carlisle fosse selecionado como seu substituto, mas o presidente da equipe, Donnie Walsh, deu o trabalho para Isiah Thomas.

### Detroit Pistons
Para a temporada de 2001-02, Carlisle foi contratado pelo Detroit Pistons para ser seu novo treinador. Em duas temporadas como treinador principal, Carlisle levou a equipe a recordes consecutivos de 50-32 com títulos da Divisão Central e aparições nos playoffs. Ele foi nomeado o Treinador do Ano em 2002. No entanto, os Pistons demitiram Carlisle após a temporada de 2002-03 com um ano restante em seu contrato e contrataram Larry Brown. O atrito entre Carlisle e os donos da equipe foi citado como uma das principais razões para a demissão.

### Indiana Pacers

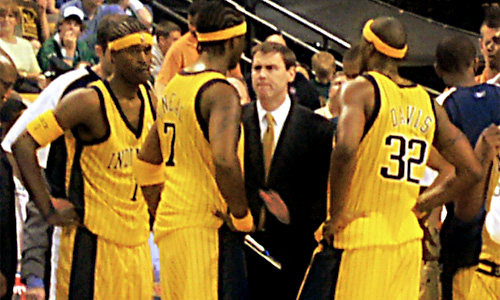
Carlisle com os Pacers em 2005

Para a temporada de 2003-04, Carlisle retornou aos Pacers como treinador principal. Em sua primeira temporada, ele liderou os Pacers ao título da Divisão Central e ao melhor recorde da temporada regular da NBA com 61-21, estabelecendo um recorde de vitórias da franquia. Nos playoffs, a equipe eliminou o Boston Celtics e o Miami Heat, antes de perder para o Detroit Pistons nas finais da Conferência Leste. Em 2005, o elenco dos Pacers foi dizimada por lesões e suspensões que foram aplicadas após a briga Pacers-Pistons no The Palace of Auburn Hills. No entanto, Carlisle ainda conseguiu levar a equipe para os playoffs da NBA naquela temporada. Como a sexta melhor campanha, eles novamente derrotaram os Celtics na primeira rodada, antes de serem derrotados mais uma vez pelo eventual campeão da Conferência Leste, o Detroit Pistons.
Em 2005-06, Os Pacers chegaram aos playoffs mas perderam na primeira rodada. Apesar disso, o CEO dos Pacers, Donnie Walsh, não responsabilizou Carlisle pelas performances medíocres da equipe nas duas últimas temporadas, e mostrou isso em outubro de 2006, quando eles lhe deram uma extensão de contrato de vários anos. Os Pacers também lhe deram o título adicional de vice-presidente executivo de operações de basquete.
Depois que os Pacers terminaram a temporada de 2006-07 com um recorde de 35-47 (perdendo os playoffs pela primeira vez desde 1997), Bird demitiu Carlisle. Ele entendeu a decisão, dizendo que os Pacers precisavam de "uma nova voz". Em quatro temporadas com os Pacers, Carlisle compilou um recorde de 181-147. Os Pacers se ofereceram para deixar Carlisle ficar na diretoria, mas ele também renunciou ao cargo em 12 de junho de 2007.
Depois de deixar Indiana, Carlisle trabalhou como analista para a ESPN antes de assinar com o Dallas Mavericks como o novo treinador da equipe.

### Dallas Mavericks

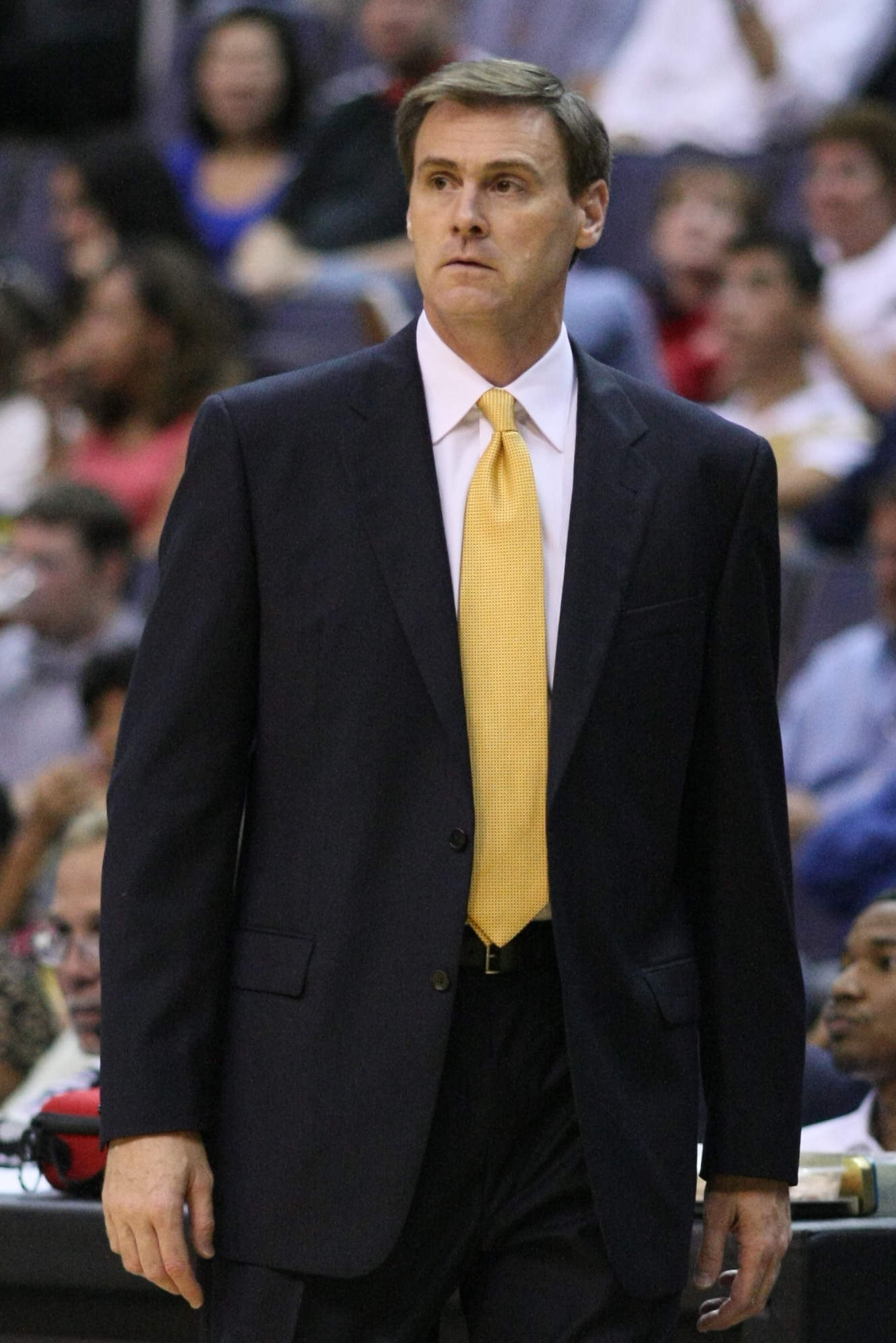
Carlisle treinando os Mavericks em 2009

Em 9 de maio de 2008, Carlisle assinou um contrato de quatro anos com o Dallas Mavericks, substituindo Avery Johnson. Ele os levou a um recorde de 50-32, incluindo uma vitória na primeira rodada contra o San Antonio Spurs. No ano seguinte, ele treinou os Mavs para um recorde de 55-27, sendo segundo na Conferência Oeste, mas perdeu na primeira rodada para os Spurs.
A temporada de 2010-11 foi a mais bem sucedida de Carlisle como treinador principal. Os Mavericks terminaram a temporada regular com um recorde de 57-25. Em 25 de maio de 2011, os Mavs venceu o Oklahoma City Thunder nas finais da Conferência Oeste, a primeira vitória nas finais da conferência de sua carreira de treinador. Nas finais da NBA de 2011, ele treinou os Mavericks para o primeiro título da história da franquia.
Em 15 de maio de 2012, Carlisle concordou com um novo contrato de quatro anos com os Mavericks. Em 2013, os Mavericks terminaram com um recorde de 41-41 e perderam os playoffs pela primeira vez desde 2000. Em 2014, Carlisle liderou os Mavericks de volta aos playoffs como a oitava melhor campanha com um recorde de 49-33 mas eles perderam a série para os Spurs.
Em 30 de janeiro de 2015, ele registrou sua 600ª vitória em um jogo contra o Miami Heat. Ele assinou um novo contrato de cinco anos em 5 de novembro de 2015. Quatro dias antes, Carlisle registrou sua 340ª vitória como treinador dos Mavericks, ultrapassando Don Nelson como o treinador mais vencedor da história da franquia.
Em 2 de dezembro de 2017, Carlisle registrou sua 700ª vitória em um jogo contra o Los Angeles Clippers. Em 13 de janeiro de 2021, ele registrou sua 800ª vitória em um jogo contra o Charlotte Hornets.
Em 17 de junho de 2021, Carlisle deixou o cargo de treinador dos Mavericks com dois anos restantes em seu contrato.

### Retorno a Indiana
Em 24 de junho de 2021, Carlisle foi contratado como treinador principal do Indiana Pacers, retornando à franquia para um segundo período. Seu contrato foi relatado como sendo de 29 milhões de dólares ao longo de quatro anos.
Com a chegada de Carlisle em Indiana, a equipe iniciou um processo de reconstrução, se afastando dos jogadores principais Domantas Sabonis, Malcolm Brogdon, Caris LeVert, T.J. Warren, Jeremy Lamb, Justin Holiday e Torrey Craig. Durante esse período, os Pacers receberam o jovem astro em ascensão Tyrese Haliburton, que Carlisle descreveu como "um armador jovem de elite que impacta o jogo de forma positiva de muitas, muitas maneiras". Os Pacers também adquiriram Obi Toppin, Jalen Smith, Aaron Nesmith e Jordan Nwora, todos do draft da NBA de 2020. Além disso, a equipe obteve múltiplas escolhas de primeira rodada no draft que eles usaram para selecionar Bennedict Mathurin, Jarace Walker, Andrew Nembhard, Chris Duarte, Isaiah Jackson e Ben Sheppard. Os Pacers não se classificaram para os playoffs da NBA de 2022 e 2023, registrando um recorde combinado de 60–104.
Em 26 de outubro de 2023, Carlisle concordou com uma extensão de contrato plurianual com o Indiana, estendendo-se além da temporada de 2024–25.
Em 6 de novembro de 2023, Carlisle registrou sua 900ª vitória em uma vitória avassaladora por 41 pontos sobre o San Antonio Spurs.
Em 2024, após uma reconstrução de dois anos e a aquisição de Pascal Siakam, os Pacers de Carlisle terminaram com um recorde de 47–35 como a 6ª colocação, se classificando para os playoffs da NBA de 2024.

## Vida pessoal
Carlisle e sua esposa têm uma filha. Ele é um ávido pianista e piloto particular, que em setembro de 2015 registrou quase 200 horas voando em sua aeronave leve monomotor Cirrus SR22T.

## Estatísticas como treinador
| Time     | Temporada | Temporada Regular | Temporada Regular | Temporada Regular | Temporada Regular | Temporada Regular      | Playoffs | Playoffs | Playoffs | Playoffs | Playoffs                              |
| Time     | Temporada | Jogos             | Vitórias          | Derrotas          | %                 | Classificação          | Jogos    | Vitórias | Derrotas | %        | Resultado                             |
| -------- | --------- | ----------------- | ----------------- | ----------------- | ----------------- | ---------------------- | -------- | -------- | -------- | -------- | ------------------------------------- |
| Detroit  | 2001–02   | 82                | 50                | 32                | .610              | 1º na Divisão Central  | 10       | 4        | 6        | .400     | Perdeu nas Semifinais da Conferências |
| Detroit  | 2002–03   | 82                | 50                | 32                | .610              | 1º na Divisão Central  | 17       | 8        | 9        | .471     | Perdeu nas Finais da Conferência      |
| Indiana  | 2003–04   | 82                | 61                | 21                | .744              | 1º na Divisão Central  | 16       | 10       | 6        | .625     | Perdeu nas Finais da Conferência      |
| Indiana  | 2004–05   | 82                | 44                | 38                | .537              | 3º na Divisão Central  | 13       | 6        | 7        | .585     | Perdeu nas Semifinais da Conferências |
| Indiana  | 2005–06   | 82                | 41                | 41                | .500              | 3º na Divisão Central  | 6        | 2        | 4        | .333     | Perdeu na Primeira Rodada             |
| Indiana  | 2006–07   | 82                | 35                | 47                | .427              | 4º na Divisão Central  | —        | —        | —        | —        | Não foi aos playoffs                  |
| Dallas   | 2008–09   | 82                | 50                | 32                | .610              | 3º na Divisão Sudoeste | 10       | 5        | 5        | .500     | Perdeu nas Semifinais da Conferências |
| Dallas   | 2009–10   | 82                | 55                | 27                | .671              | 1º na Divisão Sudoeste | 6        | 2        | 4        | .333     | Perdeu na Primeira Rodada             |
| Dallas   | 2010–11   | 82                | 57                | 25                | .695              | 2º na Divisão Sudoeste | 21       | 16       | 5        | .762     | Campeão da NBA                        |
| Dallas   | 2011–12   | 66                | 36                | 30                | .545              | 3º na Divisão Sudoeste | 4        | 0        | 4        | .000     | Perdeu na Primeira Rodada             |
| Dallas   | 2012–13   | 82                | 41                | 41                | .500              | 4º na Divisão Sudoeste | —        | —        | —        | —        | Não foi aos playoffs                  |
| Dallas   | 2013–14   | 82                | 49                | 33                | .598              | 4º na Divisão Sudoeste | 7        | 3        | 4        | .429     | Perdeu na Primeira Rodada             |
| Dallas   | 2014–15   | 82                | 50                | 32                | .610              | 3º na Divisão Sudoeste | 5        | 1        | 4        | .200     | Perdeu na Primeira Rodada             |
| Dallas   | 2015–16   | 82                | 42                | 40                | .512              | 2º na Divisão Sudoeste | 5        | 1        | 4        | .200     | Perdeu na Primeira Rodada             |
| Dallas   | 2016–17   | 82                | 33                | 49                | .402              | 4º na Divisão Sudoeste | —        | —        | —        | —        | Não foi aos playoffs                  |
| Dallas   | 2017–18   | 82                | 24                | 58                | .293              | 4º na Divisão Sudoeste | —        | —        | —        | —        | Não foi aos playoffs                  |
| Dallas   | 2018–19   | 82                | 33                | 49                | .402              | 5º na Divisão Sudoeste | —        | —        | —        | —        | Não foi aos playoffs                  |
| Dallas   | 2019–20   | 75                | 43                | 32                | .573              | 2º na Divisão Sudoeste | 6        | 2        | 4        | .333     | Perdeu na Primeira Rodada             |
| Dallas   | 2020–21   | 72                | 42                | 30                | .583              | 1º na Divisão Sudoeste | 7        | 3        | 4        | .429     | Perdeu na Primeira Rodada             |
| Indiana  | 2021–22   | 82                | 25                | 57                | .305              | 4º na Divisão Central  | —        | —        | —        | —        | Não foi aos playoffs                  |
| Indiana  | 2022–23   | 82                | 35                | 47                | .427              | 4º na Divisão Central  | —        | —        | —        | —        | Não foi aos playoffs                  |
| Indiana  | 2023–24   | 82                | 47                | 35                | .573              | 3º na Divisão Central  | 17       | 8        | 9        | .471     | Perdeu nas Finais da Conferências     |
| Indiana  | 2024–25   | 82                | 50                | 32                | .610              | 2º na Divisão Central  | 19       | 14       | 5        | .736     |                                       |
| Carreira | Carreira  | 1.853             | 993               | 860               | .536              | –                      | 169      | 85       | 84       | .503     | –                                     |